# Amandine Marcou
Pour les articles homonymes, voir Marcou.
Amandine Marcou (née le 26 avril 1992 à Bordeaux) est une athlète française, spécialiste de la marche athlétique.

## Biographie
Elle est sacrée championne de France de 5 000 mètres marche en 2017 à Marseille.

## Palmarès

### National
- Championnats de France d'athlétisme :
  - Vainqueur du 5 000 m marche en 2017

### International
- Jeux de la Francophonie :
  - Deuxième du 20 km marche en 2017